# San Nicolò di Comelico
San Nicolò di Comelico – miejscowość i gmina we Włoszech, w regionie Wenecja Euganejska, w prowincji Belluno.
Według danych na styczeń 2009 gminę zamieszkiwało 419 osób przy gęstości zaludnienia 17,2 os./1 km².